# Frank Minnifield
Frank Minnifield (Lexington, 1º gennaio 1960) è un ex giocatore di football americano statunitense che ha giocato nel ruolo di linebacker nella United States Football League (USFL) e nella National Football League (NFL). Al college giocò a football all'Università di Louisville.

## Carriera professionistica
Dopo la laurea nel 1982, Minnifield si unì ai Chicago Blitz (in seguito divenuti Arizona Wranglers) della USFL. Fece con successo causa ai Wranglers per il diritto di trasferirsi nella NFL, firmando come free agent coi Cleveland Browns nel 1984. Minnifield divenne un ottimo cornerback a Cleveland venendo convocato per quattro Pro Bowl consecutivi nel periodo 1986-89. Conosciuto per il suo stile di gioco dai colpi violenti, fu inserito nella formazione ideale della NFL degli anni 1980 dai giurati della Pro Football Hall of Fame. Forse più importante per i tifosi di Cleveland, Minnifield e il compagno cornerback Hanford Dixon diedero origine al nome "Dawg Pound" al celebre settore del tifo del Cleveland Stadium.

## Palmarès
- Convocazioni al Pro Bowl: 4

1986, 1987, 1988, 1989
- First-team All-Pro: 2

1987, 1988
- PFWA All-Rookie Team - 1984
- Formazione ideale della NFL degli anni 1980

## Statistiche
| Intercetti | 20 |